# Movimiento Todos por la Patria
El Movimiento Todo por la Patria (MTP) fue una organización política y guerrillera que actuó en Argentina entre 1986 de 1989 . Su principal dirigente fue Enrique Gorriarán Merlo -que en la década de 1970 había sido un importante dirigente del ERP (ejército revolucionario del pueblo- y ganó difusión cuando realizó el 23 de enero de 1989 un ataque al cuartel militar de La Tablada con el aparente propósito de frustrar una supuesta conspiración militar, hecho que produjo 39 muertos, 60 heridos y cuatro desaparecidos; luego entró en virtual disolución.

## Origen del MTP

### Enrique Gorriarán Merlo
Gorriarán Merlo perteneció al Partido Revolucionario de los Trabajadores PRT y a su brazo armado, la organización guerrillera de orientación guevarista Ejército Revolucionario del Pueblo que actuaron en Argentina en la década de 1970. Esta última organización, que había realizado múltiples acciones militares contra la dictadura militar, continuó haciéndolo al asumir su mandato presidencial Juan Domingo Perón en 1973. Su última gran acción fue el fallido asalto al Batallón Depósitos de Arsenales 601 Domingo Viejobueno, ubicado en la localidad de Monte Chingolo, realizado el 23 de diciembre de 1975 que terminó con una gran derrota para los guerrilleros. En julio de 1976 el ERP decidió replegarse pero el 19 de julio de 1976, antes que pudieran salir del país, sus principales dirigentes fueron capturados y muertos y el gobierno militar además encontró en sus valijas valiosa información sobre militantes, que fueron muertos entre 1976 y 1977.
Hacia fines de 1976 los dirigentes Arnold Kremer, cuyo nombre de clandestinidad era Luis Mattini y Gorriarán Merlo salieron del país y el PRT en 1979 se dividió en dos fracciones; la orientada por Luis Mattini dispuso la disolución del ERP y la otra, comandada por Gorriarán Merlo, que representaba las posturas más militaristas y menos políticas de la organización, se dirigió a Nicaragua para combatir en las filas del Frente Sandinista de Liberación Nacional (FSLN).

### La revista Entre Todos
Hacia fines de 1983 un grupo formado por antiguos militantes del PRT-ERP, nucleados alrededor de Gorriarán Merlo, más individuos o grupos provenientes de otras experiencias de la izquierda y el peronismo radicalizados de la década de 1970 creó en Managua la revista Entre Todos, cuya propuesta pluralista y basista atrajo a varios de los militantes del ERP que salieron de la cárcel al retornar la democracia a la Argentina en diciembre de 1983. Entre ellos se encontraban Francisco Provenzano, Roberto Felicetti y Carlos Samojedny, que más adelante participarían en La Tablada.
Algunos de los nucleados en torno a la revista y que luego serían notorios militantes del MTP ocuparon entre 1984 y 1985, lugares de relevancia en la estructura del Partido Intransigente (PI), lo que permitió que cuando pasaran al MTP fueran acompañados por un número considerable de militantes de aquel partido. En ausencia de otras publicaciones, el trabajo político en el PI se realizaba por entonces en gran medida a través de la revista Entre Todos, que mostraba un carácter plural y antisectario con notas de todo el espectro progresista de la vida política argentina, desde el peronismo hasta los antiguos militantes del PRT, pasando por los sectores más progresistas del radicalismo, del Partido Intransigente o del Partido Comunista, como así también por las voces progresistas no partidistas de la Iglesia, de los sindicatos o de otros movimientos sociales.
La revista también fue un medio para que se acercaran grupos autoorganizados de jóvenes que en el clima de democracia recuperada de 1984 se nucleaban en barrios, parroquias, colegios secundarios o Universidades. Esos grupos encuentran en la revista un discurso que inscribe sus preocupaciones en un relato que liga su actividad con la lucha antidictatorial y que los atrae masivamente.
En esa etapa inicial se observa en la revista la presencia permanente –a razón de uno o dos artículos por número– de la Revolución nicaragüense así como que la orientación democrática, reivindicativa y pluralista va dejando paso progresivamente a un tono más declaradamente revolucionario.

### Formación y ruptura
En el MTP, formalizado en 1986, se produce en diciembre de 1987 una ruptura interna en la que primero se van algunas personalidades notorias de la dirección del Movimiento, entre ellas Rubén Dri y Manuel Gaggero, quienes habían participado allí desde el primer momento, e inmediatamente después parten grupos importantes de militantes, sobre todo en Buenos Aires, Gran Buenos Aires y Córdoba, disconformes con el rumbo abiertamente vanguardista y el cariz conspirativo que tomaba el MTP, y con la presencia cada vez más determinante de la figura de Enrique Gorriarán. Con la ruptura la revista pasa a ser un órgano de aglutinación de cuadros con definiciones políticas más marcadas, con una propuesta de construcción partidaria y de vanguardia, y organizado alrededor de las firmas de los militantes más notorios del MTP.
Probablemente todos, los que se iban y los que se quedaban, habían coincidido al comienzo en la idea de una revolución futura, pero la disensión –que se fue ahondando con el tiempo- se refería al papel que debía cumplir la actividad política, esto es el del trabajo de organización de los sectores populares abarcador, lento y paulatino, o el propio de una férrea formación política de vanguardia que acelerara los tiempos.
La investigadora Claudia Hilb afirma respecto de la ruptura: “si el basismo, la amplitud en la convocatoria y la lenta acumulación de fuerzas populares, era, para el sector que se retiraba la verdad de su práctica política, estos elementos adoptaban, para el sector vanguardista, un carácter mucho más marcadamente instrumental. Y este carácter cada vez más fuertemente instrumental del discurso basista del MTP alcanzará con posterioridad a 1987 su punto culminante en el asalto a La Tablada”.

## El modelo de la revolución sandinista
En la dirección sandinista unificada que lideró la victoria final contra la dictadura de Anastasio Somoza se habían reunido tres tendencias: la de la guerra popular y prolongada, liderada por Henry Ruiz y Tomás Borge, inspirada los ejemplos chino o vietnamita, propugnaba desarrollar un ejército popular de base campesina desde la montaña; la línea proletaria, liderada por Jaime Wheelock, que privilegiaba la labor en las zonas urbanas, en especial entre los sectores proletarios, y que en la práctica había abandonado el camino de la lucha armada, y la insurreccional o tercerista, liderada por Daniel y Humberto Ortega, quienes pensaban que estrategias de largo plazo como las anteriores alejaban sin remedio el momento de la revolución. Su visión era que las condiciones objetivas de la revolución parecían alejarse en la medida en que crecía el peligro de una cooptación “burguesa” de las conciencias de los sectores populares pero que a través de la acción voluntarista se podían crear condiciones subjetivas que contrarrestaran el peligro creciente de desmovilización revolucionaria y aceleraran las condiciones de la revolución. Esta última tendencia se mostró retrospectivamente como exitosa pese a las críticas de las que era objeto por parte de las otras dos.

## Objetivo del asalto a La Tablada
Alrededor de Gorriarán Merlo se nucleó un grupo que había participado de los últimos momentos del triunfo de la Revolución sandinista. Profesionalizados como militantes revolucionarios, la cárcel o la clandestinidad había alejado a la mayoría de la vida cotidiana en la Argentina durante la dictadura militar. Inmersos en el microclima de la militancia y del triunfo reciente de la revolución nicaragüense, creyeron que pese a la instalación de la democracia podía repetirse en Argentina la experiencia tercerista de los hermanos Ortega, tras el fracaso setentista de la teoría de la guerra de guerrillas o de la guerra popular y prolongada. La constatación por parte del grupo de que el pueblo se mostraba menos movilizado hacía más urgente, según su visión, provocar hechos que aceleraban las condiciones de posibilidad de la Revolución.
Ese hecho fue ejecutado por unos 80 militantes del MTP el 23 de enero de 1989. Una parte de ellos apoyaba desde el exterior y el resto asaltó un cuartel militar ubicado en la localidad de La Tablada, partido de La Matanza, en la provincia de Buenos Aires cercano a la ciudad de Buenos Aires y consiguió ocupar una parte de las instalaciones. La versión del MTP fue que la acción se justificaba porque ese día iba a estallar en ese cuartel un levantamiento del ejército con el fin de derrocar al gobierno. Para hacer verosímil su versión, integrantes del grupo arrojaron fuera del cuartel volantes atribuibles a un supuesto comando llamado “Nuevo Ejército Argentino” que pretendía derrocar al presidente Raúl Alfonsín. La idea fue la de mostrar a la sociedad argentina que un grupo de jóvenes y audaces militantes populares habían logrado lo que no conseguía la clase política en el poder: frenar un alzamiento contra la democracia, y subidos sobre ese éxito, movilizar al pueblo hacia la Casa de Gobierno en pos de un cambio político que llevara al triunfo de la revolución.
El asalto fue un fracaso que costó muertos, presos y desaparecidos al MTP que quedó virtualmente disuelto. Enrique Gorriarán Merlo consiguió fugarse, fue detenido y condenado años después pero finalmente un indulto lo sacó de la cárcel.

## Interpretaciones de los motivos del asalto
En el momento del ataque, elementos rebeldes del ejército de extrema derecha conocidos como "Carapintadas" o "caras pintadas" (una referencia a su uso de camuflaje facial), habían lanzado levantamientos de extrema derecha contra la administración de Alfonsín, en respuesta al Juicio a las Juntas.
La versión del MTP elaborada en las memorias de Gorriarán Merlo es que el ingreso al cuartel por parte del grupo tuvo como finalidad detener un nuevo alzamiento carapintada, que debía producirse el día 23 de enero. Este alzamiento en preparación se habría propuesto no limitarse a los cuarteles sino salir a la calle y producir una suerte de Noche de San Bartolomé contra dirigentes progresistas. El complot también habría incluido, según denuncias de la dirección del MTP al diario Página/12, al militar carapintada Mohamed Alí Seineldín, al entonces candidato a presidente Carlos Menem y a otros dirigentes del peronismo. El lanzamiento de volantes según esta versión sería simplemente una "táctica de guerra" de parte del grupo armado.
Una segunda versión, indica que el MTP habría sido víctima de una operación de inteligencia del Ejército o de la Junta Coordinadora Nacional del político radical Enrique Nosiglia. Según este razonamiento, los militares habrían alimentado la versión de una conspiración para instigar a la acción preventiva del MTP y así cobrarse cuentas pendientes a antiguos militantes del ERP, reverdeciendo la teoría del carácter agresor de la guerrilla en la represión de los '70 y enalteciendo su propio papel en el mantenimiento de las instituciones frente al accionar renovado de la guerrilla y, eventualmente, de los propios sectores carapintadas. Quienes señalan a la Coordinadora de Nosiglia aducen que, al denunciar un pacto Menem con Seineldín, la intención habría sido desprestigiar al candidato opositor al radicalismo que se perfilaba como el potencial triunfador en las elecciones de 1989.
Claudia Hilb descree de ambas versiones y en un trabajo en el cual la manipulación política es uno de los puntos centrales sostiene, basada en los testimonios que recopiló, que la cúpula del MTP preparó a una parte selecta de sus militantes para la acción armada, instruyó muy precariamente a otros pocos sobre el filo de la acción de La Tablada y ocultó ambos hechos a sus simpatizantes o a sus militantes más periféricos. Destaca además que la repetición de la “versión oficial”, aun cuando ya había cesado el riesgo penal de asumir la historia verdadera, indicaría que así como no existió en el momento de la acción ningún cuestionamiento ético respecto de la manipulación de la voluntad popular que representaba, tampoco se produjo posteriormente en el colectivo que pergeñó y sobrevivió a La Tablada ninguna posibilidad de elaborar, política o éticamente, el significado del engaño que habían imaginado.
Hilb considera sorprendente que el grupo creyera que tendrían un apoyo popular masivo y una insurrección popular, y no el repudio altamente generalizado a la reaparición de la violencia política como forma de intervenir en la vida en común. La única explicación que encuentra es su incapacidad por comprender la sociedad sobre la que habían pretendido operar, su encierro y hermetismo en un microclima revolucionario que nada ni nadie, fuera de ellos, parecía avalar. Como en aquellos casos en que regímenes totalitarios pretendieron alterar la memoria del pasado fabricando una historia ficticia, dice Hilb, –como el conocido caso de las fotografías en que se eliminó la presencia ahora indeseable de algún personaje-   ese reducido grupo de personas urdió la construcción del escenario ficticio más propicio a sus proyectos en el que cifraban sus esperanzas de triunfo. Esa manipulación intencional de la verdad fáctica unida a un nivel de enajenación respecto de la realidad probablemente sin precedentes en la tradición de la izquierda setentista, dan un rasgo específico a este resurgimiento de la violencia revolucionaria en los ochenta.  El presidente Alfonsín condenó el ataque al cuartel y posteriormente visitó el lugar acompañado de comandos. La actuación de las fuerzas gubernamentales no estuvo exenta de polémica: se utilizó fósforo blanco, contrario al derecho internacional, y se informó que las fuerzas de seguridad ejecutaron a algunos de los guerrilleros sobrevivientes.

## Situación posterior de los guerrilleros
Después de seis años en el exilio, Merlo fue detenido por el gobierno argentino en México en 1995 y condenado a cadena perpetua. Durante los años que estuvo profugó Merlo, sus familiares denuncio persecución por parte de las autoridades. 
Indultado en mayo de 2003 por Eduardo Duhalde, entonces presidente, regresó silenciosamente a la vida civil y murió en 2006 de paro cardíaco.
Merlo dijo después del indulto que el mismo (en su consideración personal) jamás fue terrorista. El 13 de febrero del 2011 Joaquín Ramos, un exmilitante escribió una carta donde describía lo idealizada que estaba la lucha revolucionaria y lo improvisado que fue el asalto, además de su experiencia a los juicios después de la batalla.

## El juicio por los desaparecidos
En 2019, 30 años después de los hechos, se realizó ante el TOF N°4 de San Martín el primer juicio por los desaparecidos en la represión de las fuerzas del Ejército y la Policía bonaerense. Si bien solo se realizó por el militante José Díaz, también permanecen desaparecidos Iván Ruiz, Francisco Provenzano y Carlos Samojedny. En ese proceso judicial fue condenado a prisión perpetua el General Alfredo Arrillaga, quien además tiene otras 6 condenas a perpetua por crímenes de lesa humanidad durante la última dictadura argentina. A pesar de sus condenas, Arrillaga permanece en su casa con el beneficio de la prisión domiciliaria. 
Durante el juicio, un exmilitar admitió que cuando declaró en 1989 ante el juez Larrambebere, le hicieron firmar una declaración que sostenía la historia oficial: Díaz y Ruiz habrían asesinado a un militar para fugarse del lugar. Sin embargo, una serie de 8 fotografías de Eduardo Longoni inclinaban la balanza hacia el lado de las ejecuciones sumarias, ya que se veía a ambos siendo conducidos a los fondos del Regimiento, incluso en una de las secuencias se ve a Díaz arrodillado y con las manos en la nuca, ante un militar que le apunta con su fusil. El juicio fue seguido por los medios La Retaguardia, La Caterva, Revoluciones y Agencia Paco Urondo a través de un Diario de Juicio y puede verse desde enero de 2023 en el Canal de YouTube de La Retaguardia, en el que se transmiten en vivo juicios por crímenes de lesa humanidad.